# 群馬県立桐生高等学校
群馬県立桐生高等学校（ぐんまけんりつ きりゅうこうとうがっこう）は、群馬県桐生市美原町にある公立高等学校である。

## 歴史
明治から大正にかけて、県内他市において前橋中学の分校が設立される中、織物の街桐生においては中学ではなく桐生高等染織学校（現・群馬大学工学部）が設立された。従って、桐生の学生達は近隣の太田や佐野、前橋の中学に通うことになり、下宿生活を余儀なくされていた。これを憂えた桐生町民が有志を集めて中学設立に奔走。1917年（大正6年）3月12日に町立桐生中学校として創立された。旧制中学校として「町立」の形式をとっていた学校は、全国においても数えるほどしかない。設立4年目の1921年（大正10年）には県に移管され、1948年（昭和23年）に現在の名称である群馬県立桐生高等学校となった。
開校以来男子校であったが、1998年から男女共学の理数科を設置した。
2021年4月から桐生女子高等学校と統合し、新たな桐生高等学校（共学校）として開校。
制服は男子校時代から引き継がれており、金ボタン5個の黒詰襟学生服（標準学生服）。2021年4月からの女子制服は桐生女子高等学校の制服のデザインを受け継いだセーラー服。
校歌は2021年4月より谷川俊太郎作詞・谷川賢作作曲のものが新たに制定された。
校章は2021年4月より両校の校章のデザインを受け継ぎ、新たなものが制定された。
校訓は2021年11月より、両校の校訓を受け継ぎ、「獨立自尊」「自主自立」「向学共励」の3つと定められた。

## 年表

### 旧・群馬県立桐生高等学校
- 1917年3月 - 町立桐生中学校開設。
- 1921年3月 - 群馬県立桐生中学校となる。
- 1939年7月 - 現在地に移転。
- 1948年4月 - 群馬県立桐生高等学校と改称。定時制課程開設。
- 1964年3月 - 火災により校舎2棟の大半を消失。
- 1975年4月 - 武道館完成。
- 1981年3月 - 定時制課程閉校。
- 1982年1月 - 新図書館完成。
- 1990年3月 - 第１体育館竣工。
- 1998年4月 - 理数科（男女共学）を開設。
- 2002年4月 - 第2体育館竣工。
- 2007年4月 - スーパーサイエンスハイスクール指定（第一期）。
- 2012年4月 - スーパーサイエンスハイスクール指定（第二期）。
- 2017年4月 - スーパーサイエンスハイスクール指定（第三期）。
- 2017年11月 - 創立100周年記念式典挙行。
- 2018年11月 - 武道館・新部室棟竣工。
- 2020年3月 - 増築校舎竣工。

### 新・群馬県立桐生高等学校
- 2021年4月 - 群馬県立桐生高等学校と群馬県立桐生女子高等学校との統合に伴い、旧桐生高等学校の校地に開校。通信制課程は旧桐生市立昭和小学校校舎に設置。
- 2021年11月 - 美喜仁桐生文化会館シルクホールにおいて創立記念式典を実施、新校訓が発表される。
- 2022年4月 - スーパーサイエンスハイスクール指定（第四期）。

## 学科
- 全日制課程
  - 普通科
  - 理数科
- 通信制課程

## 学校生活
JR・わたらせ渓谷鐵道桐生駅から徒歩5分、上毛電鉄西桐生駅から徒歩10分と交通機関が利用しやすい立地にある。東武鉄道新桐生駅・相老駅からは、市内循環バスである「おりひめバス」を利用することになる。みどり市、太田市薮塚本町地区からは、自転車通学をする生徒も多い。
周辺には桐生市立図書館や新川公園があり、閑静な環境である。
現在、各生徒の進路実現のため、夏期休業中の補習や土曜日に補習や模試、朝補習、進路指導の強化や大学見学・講義なども行っている。また、修学旅行の日程の中に現地の大学・企業見学が内容として組み込まれている。こういった改革や積極的な受験指導により、大学合格実績は国公立大学合格者数・難関私大合格者数とも増加している。後述する群馬大学との関わりもあるため、群馬大学へ進学する生徒も毎年多くみられる。
また、「探究」という授業も行われており、生徒はそれぞれの関心のある分野を決めた後自分達で研究テーマを設定し、教員の指導を受けながら論文の作成を目指す。
平成10年に新たに設けられた理数科は、「物づくり」の伝統を持つ桐生という土地柄と地元に群馬大学工学部があるという好条件を活かし、他にはない教育を目指している。特に4月には「理数科オリエンテーション」が行われ、自然科学への興味を深める講義、 コンピュータの基礎を学ぶ学習などが行われるほか、サイエンス合宿などのカリキュラムが組まれている。その他にも、英語でのプレゼンテーション授業なども行い、世界に通用する人材の教育をはかっている。ロケット製作・実験の分野での活動が近年評価され、第5回種子島ロケットコンテストに唯一の高校生チームとして出場した。また、缶サットと呼ばれる衛星の小型モデルのようなものの製作を毎年行っており、宇宙甲子園などで様々な成果を残している。
行事は、体育祭と文化祭が一年交代で交互に行われるほか、修学旅行や球技大会、理数科1年生が参加する筑波研修、予餞会などがある。体育祭は「水桜杯（すいおうはい）争奪大運動会」、文化祭は「紫鈴祭（しりんさい）」と呼ばれそれぞれの後夜祭では在校生のみ参加できる「火文字」という火で文字を表す行事が行われている。

## 部活動等
- 硬式野球部（甲子園春12回、夏14回）
- 軟式野球部
- ソフトボール部
- サッカー部
- ラグビー部
- テニス部
- ソフトテニス部
- ハンドボール部
- 陸上競技部
- 山岳部
- 弓道部
- バスケットボール部
- バレーボール部
- 卓球部
- バドミントン部
- 剣道部
- 少林寺拳法部
- 新体操部
- ダンス部
- 水泳部
- 地歴部
- 理科部（物理・地学・生物・化学）
- 芸術部（写真・書道・美術）
- 文芸部（漫画・文芸・アニメ）
- 演劇部
- コンピュータ研究部
- 園芸部
- 吹奏楽部
- 管弦楽部
- 放送部
- 英語部
- 茶華道部
- JRC部

## 硬式野球部の戦績
同校は戦前から戦後にかけて、北関東の高校野球界を牽引する存在であった。以下において甲子園大会での戦績のみ記載する。
| 西暦 | 大会名称                         | 勝敗 | 回戦     | スコア | 対戦校                 | 備考・関連項目 |
| 1927 | 第13回全国中等学校優勝野球大会   | ●    | 1回戦    | 1-2    | 福岡中（岩手）         | 阿部精一       |
| 1930 | 第16回全国中等学校優勝野球大会   | ●    | 1回戦    | 1-2    | 平安中（京都）         |                |
| 1931 | 第17回全国中等学校優勝野球大会   | ○    | 1回戦    | 2-1    | 福岡中（岩手）         |                |
| 1931 | 第17回全国中等学校優勝野球大会   | ●    | 2回戦    | 0-3    | 松山商（愛媛）         |                |
| 1933 | 第10回選抜中等学校野球大会       | ●    | 1回戦    | 0-3    | 海草中（和歌山）       |                |
| 1934 | 第20回全国中等学校優勝野球大会   | ○    | 1回戦    | 4-3    | 早稲田実（東京）       |                |
| 1934 | 第20回全国中等学校優勝野球大会   | ●    | 2回戦    | 0-8    | 呉港中（広島）         |                |
| 1935 | 第21回全国中等学校優勝野球大会   | ●    | 1回戦    | 0-4    | 秋田商（秋田）         |                |
| 1936 | 第13回選抜中等学校野球大会       | ○    | 1回戦    | 9-7    | 熊本工（熊本）         |                |
| 1936 | 第13回選抜中等学校野球大会       | ○    | 2回戦    | 2-1    | 小倉工（福岡）         |                |
| 1936 | 第13回選抜中等学校野球大会       | ○    | 準々決勝 | 1-0    | 東邦商（愛知）         |                |
| 1936 | 第13回選抜中等学校野球大会       | ○    | 準決勝   | 5-4    | 育英商（兵庫）         |                |
| 1936 | 第13回選抜中等学校野球大会       | ●    | 決勝     | 1-2    | 愛知商（愛知）         | 青木正一       |
| 1936 | 第22回全国中等学校優勝野球大会   | ○    | 1回戦    | 4-0    | 呉港中（広島）         |                |
| 1936 | 第22回全国中等学校優勝野球大会   | ○    | 2回戦    | 3-1    | 京阪商（大阪）         |                |
| 1936 | 第22回全国中等学校優勝野球大会   | ●    | 準々決勝 | 5-6    | 平安中（京都）         |                |
| 1939 | 第16回選抜中等学校野球大会       | ●    | 1回戦    | 0-5    | 熊本工（熊本）         |                |
| 1939 | 第25回全国中等学校優勝野球大会   | ●    | 1回戦    | 2-3    | 福岡工（福岡）         |                |
| 1940 | 第17回選抜中等学校野球大会       | ●    | 1回戦    | 0-1    | 愛知商（愛知）         |                |
| 1941 | 第18回選抜中等学校野球大会       | ●    | 1回戦    | 0-6    | 滝川中（兵庫）         |                |
| 1947 | 第19回選抜中等学校野球大会       | ○    | 1回戦    | 6-3    | 今宮中（大阪）         |                |
| 1947 | 第19回選抜中等学校野球大会       | ○    | 2回戦    | 10-2   | 海草中（和歌山）       |                |
| 1947 | 第19回選抜中等学校野球大会       | ○    | 準々決勝 | 3-2    | 津島中（愛知）         |                |
| 1947 | 第19回選抜中等学校野球大会       | ●    | 準決勝   | 3-4    | 徳島商（徳島）         | 常見忠         |
| 1947 | 第29回全国中等学校優勝野球大会   | ●    | 1回戦    | 0-3    | 小倉中（福岡）         |                |
| 1950 | 第22回選抜高等学校野球大会       | ○    | 1回戦    | 9-3    | 洛陽高（京都）         |                |
| 1950 | 第22回選抜高等学校野球大会       | ●    | 2回戦    | 2-3    | 長良高（岐阜）         |                |
| 1951 | 第33回全国高等学校野球選手権大会 | ●    | 1回戦    | 1-3    | 県立和歌山商（和歌山） |                |
| 1955 | 第27回選抜高等学校野球大会       | ○    | 2回戦    | 1-0    | 天理高（奈良）         | 田辺義三       |
| 1955 | 第27回選抜高等学校野球大会       | ○    | 準々決勝 | 12-0   | 明星高（大阪）         |                |
| 1955 | 第27回選抜高等学校野球大会       | ○    | 準決勝   | 6-3    | 高田高（奈良）         |                |
| 1955 | 第27回選抜高等学校野球大会       | ●    | 決勝     | 3-4    | 浪華商（大阪）         |                |
| 1955 | 第37回全国高等学校野球選手権大会 | ○    | 1回戦    | 3-1    | 玉島高（岡山）         |                |
| 1955 | 第37回全国高等学校野球選手権大会 | ●    | 2回戦    | 4-10   | 日大三（東京）         |                |
| 1958 | 第28回選抜高等学校野球大会       | ○    | 1回戦    | 2-0    | 西条高（愛媛）         |                |
| 1958 | 第28回選抜高等学校野球大会       | ●    | 2回戦    | 2-3    | 中京商（愛知）         |                |
| 1958 | 第40回全国高等学校野球選手権大会 | ○    | 1回戦    | 3-1    | 御所工（奈良）         |                |
| 1958 | 第40回全国高等学校野球選手権大会 | ●    | 2回戦    | 0-3    | 魚津高（富山）         |                |
| 1963 | 第45回全国高等学校野球選手権大会 | ○    | 1回戦    | 1-0    | 米子南（鳥取）         |                |
| 1963 | 第45回全国高等学校野球選手権大会 | ○    | 2回戦    | 5-0    | 新潟商（新潟）         |                |
| 1963 | 第45回全国高等学校野球選手権大会 | ○    | 3回戦    | 9-4    | 南部高（和歌山）       |                |
| 1963 | 第45回全国高等学校野球選手権大会 | ●    | 準々決勝 | 1-2    | 下関商（山口）         |                |
| 1964 | 第36回選抜高等学校野球大会       | ●    | 1回戦    | 3-6    | 平安高（京都）         |                |
| 1966 | 第48回全国高等学校野球選手権大会 | ○    | 1回戦    | 3-1    | 広島商（広島）         |                |
| 1966 | 第48回全国高等学校野球選手権大会 | ○    | 2回戦    | 10-1   | 北陽高（大阪）         |                |
| 1966 | 第48回全国高等学校野球選手権大会 | ●    | 準々決勝 | 2-4    | 中京商（愛知）         |                |
| 1967 | 第39回選抜高等学校野球大会       | ○    | 1回戦    | 4-3    | 松山商（愛媛）         |                |
| 1967 | 第39回選抜高等学校野球大会       | ●    | 2回戦    | 2-3    | 高知高（高知）         |                |
| 1978 | 第50回選抜高等学校野球大会       | ○    | 1回戦    | 3-1    | 豊見城（沖縄）         | 木暮洋         |
| 1978 | 第50回選抜高等学校野球大会       | ○    | 2回戦    | 7-0    | 岐阜高（岐阜）         |                |
| 1978 | 第50回選抜高等学校野球大会       | ○    | 準々決勝 | 4-0    | 郡山高（奈良）         |                |
| 1978 | 第50回選抜高等学校野球大会       | ●    | 準決勝   | 2-3    | 浜松商（静岡）         |                |
| 1978 | 第60回全国高等学校野球選手権大会 | ○    | 1回戦    | 18-0   | 膳所高（滋賀）         |                |
| 1978 | 第60回全国高等学校野球選手権大会 | ●    | 2回戦    | 0-3    | 県岐阜商（岐阜）       |                |

## 著名な出身者

### 学術・研究
- 森喜作（農学者、きのこ博士、森産業株式会社創業者、京都帝国大学農学部卒）
- 庭山英雄（法学者・弁護士、元伊藤塾講師、元日本民主法律家協会理事長、京都大学法学部卒、一橋大学大学院法学研究科修了）
- 小暮智一（天文学者、京都大学名誉教授、美星天文台名誉台長、元日本天文学会理事長、京都大学理学部卒）
- 青木幸弘（経営学者、学習院大学副学長・教授、学習院大学経済学部卒、一橋大学大学院商学研究科修了）
- 長谷川昭（地震学者、東北大学名誉教授、東北大学理学部卒、東北大学大学院理学研究科修了）
- 中込良廣（原子核物理学者、京都大学名誉教授、元原子力安全基盤機構理事長、東北大学理学部卒、東北大学大学院理学研究科修了）
- 石川信義（精神科医、東京大学経済学部・東京大学医学部各卒）
- 稲田献一（経済学者、大阪大学名誉教授、東京大学理学部卒、東京大学大学院理学研究科修了）
- 高瀬正仁（数学者、九州大学教授、東京大学教養学部卒、九州大学大学院理学研究科修了）
- 山田正行（教育社会学者、東京大学文学部卒、東京大学大学院教育学研究科修了）
- 田村英之助（英文学者、立教大学名誉教授、東京大学文学部卒、東京大学大学院人文科学研究科修了）
- 韓太舜（情報学者、電気通信大学名誉教授、東京大学工学部卒、東京大学大学院工学系研究科修了）
- 神山恵三（生気象学者、元東京農工大学・共立女子大学教授）
- 野口和彦（国際政治学者、群馬県立女子大学教授）
- 清水千尋（法学者、立正大学元副学長・教授）
- 周東美材（社会情報学者、学習院大学教授）
- 伊藤隆 （数学者、群馬大学教授）

### 政治
- 金子清（第53代新潟県知事、東京大学法学部卒）
- 大澤善隆（桐生市長）
- 亀山豊文（桐生市長）
- 荒木恵司（桐生市長）
- 石原条（みどり市長）

### 行政・法曹
- 大出峻郎（元内閣法制局長官・最高裁判事、東京大学法学部卒）
- 須永和男（元ASEAN政府代表部特命全権大使・内閣審議官、一橋大学法学部卒）

### 経済
- 関口忠（セキチュー創始者）
- 阿久戸庸夫（ミツバ代表取締役社長、慶應義塾大学工学部卒、同大学院修了）

### 芸術・文化
- オノサト・トシノブ（画家）
- 星野富弘（詩人・画家）
- ヤマザキミノリ（造形作家、女子美術大学名誉教授、東京藝術大学卒、同大学院修了）
- 山口晃（画家、東京藝術大学卒、同大学院修了）
- 塩谷太郎（翻訳家）
- 大野明男（思想家・社会運動家・社会評論家、東京大学教養学部中退）
- 田村竜騎兵（朝日新聞で将棋・囲碁の「名物観戦記者」として知られる記者・囲碁ライター）
- 羽塚由（元NHKアナウンサー）
- 森菊蔵（詩人、作詞家、ラジオパーソナリティ）
- 押見修造（漫画家）
- 舘内端（自動車評論家、レーシングエンジニア）
- 田村元 （歌人）
- 草野翔吾（映画監督、脚本家）
- 須藤典彦（アニメーション演出家、アニメ監督）
- 平野友康（メディアクリエイター）
- 高田侑（小説家）
- 如月かずさ（児童文学作家、東京大学教養学部卒）

### スポーツ
- 稲川東一郎（元桐高硬式野球部監督）
- 皆川定之（元阪神タイガース選手）
- 青木正一（元阪神タイガース選手）
- 稲川豪一（元プロ野球選手）
- 大塚鶴雄（元プロ野球選手）
- 木暮力三（元読売ジャイアンツ選手）
- 木暮英路（元プロ野球選手）
- 常見茂（元プロ野球選手）
- 常見昇（元プロ野球選手）
- 常見忠（元プロ野球選手）
- 三輪裕章（元阪神タイガース選手）
- 中村栄（元プロ野球選手）
- 深沢督（元プロ野球選手）
- 池田力（元プロ野球選手）
- 斎藤宏（元プロ野球選手）
- 後藤順治郎（元プロ野球選手）
- 神山栄作（元プロ野球選手）
- 毒島章一（元東映フライヤーズ選手）
- 高田重信（元プロ野球選手）
- 浦田直治（元西鉄ライオンズ選手・西武ライオンズスカウト・球団社長）
- 今泉喜一郎（元大洋ホエールズ選手）
- 田辺義三（元西鉄ライオンズ選手）
- 山口慶一（元広島カープ選手）
- 黒崎武（元プロ野球選手）
- 川島勝司（1996年アトランタオリンピックの野球競技・日本代表監督）
- 河原井正雄（元青山学院大学硬式野球部監督）
- 相場勤（元慶應義塾大学硬式野球部監督）
- 阿久沢毅（元高等学校教諭兼高校野球指導者、群馬クレインサンダーズ代表取締役社長）
- 木暮洋（元アマチュア野球選手）
- 高橋恒夫（元アマチュア野球選手）
- 蓑輪努（元アマチュア野球選手）
- 吉田稔（ボートレーサー）
- 鏑木毅（トレイルランニングの競技者）

### 芸能
- 大森義夫（俳優）
- トランプマン（プロマジシャン）
- 小森谷徹（タレント、リポーター、ニュースキャスター、ラジオパーソナリティ）